# Agnolo Bronzino
Agnolo di Cosimo  di Maiano, vanligen kallad Agnolo Bronzino, född 17 november 1503 i Florens i Italien, död där 23 november 1572, var en italiensk målare.
Bronzino var elev till Jacopo da Pontormo och en av manierismens mest anlitade porträttmålare. Han var hovmålare hos Cosimo de’ Medici, för vilken han utförde dekorativa fresker och många porträtt av människor vid hovet, bland annat Eleonora av Toledo och hennes son Giovanni de' Medici samt Porträtt av Lucrezia Panciatichi. Hans färger är utsökta och varma, men han återgav sina modeller i spända ställningar med uttryck av ogenomtränglig reservation.
Bronzinos allegoriska målningar och religiösa motiv uppvisar en typisk manieristisk förlängning av gestalterna, vilka helt verkar sakna djupa eller religiösa känslor. Bland de senare verken finns Kristus i helvetets förgård och En allegori över Venus och Amor, anmärkningsvärd för de skarpt metalliska hudtonerna mot den lysande blå bakgrunden. Bronzino skrev även poesi. Brozino är representerad med 
Isabella de' Medici vid Nationalmuseum i Stockholm och med Ett mansporträtt vid Statens Museum for Kunst i Köpenhamn.

## Kronologiskt bildgalleri
Se även alfabetisk lista över Bronzinos målningar.

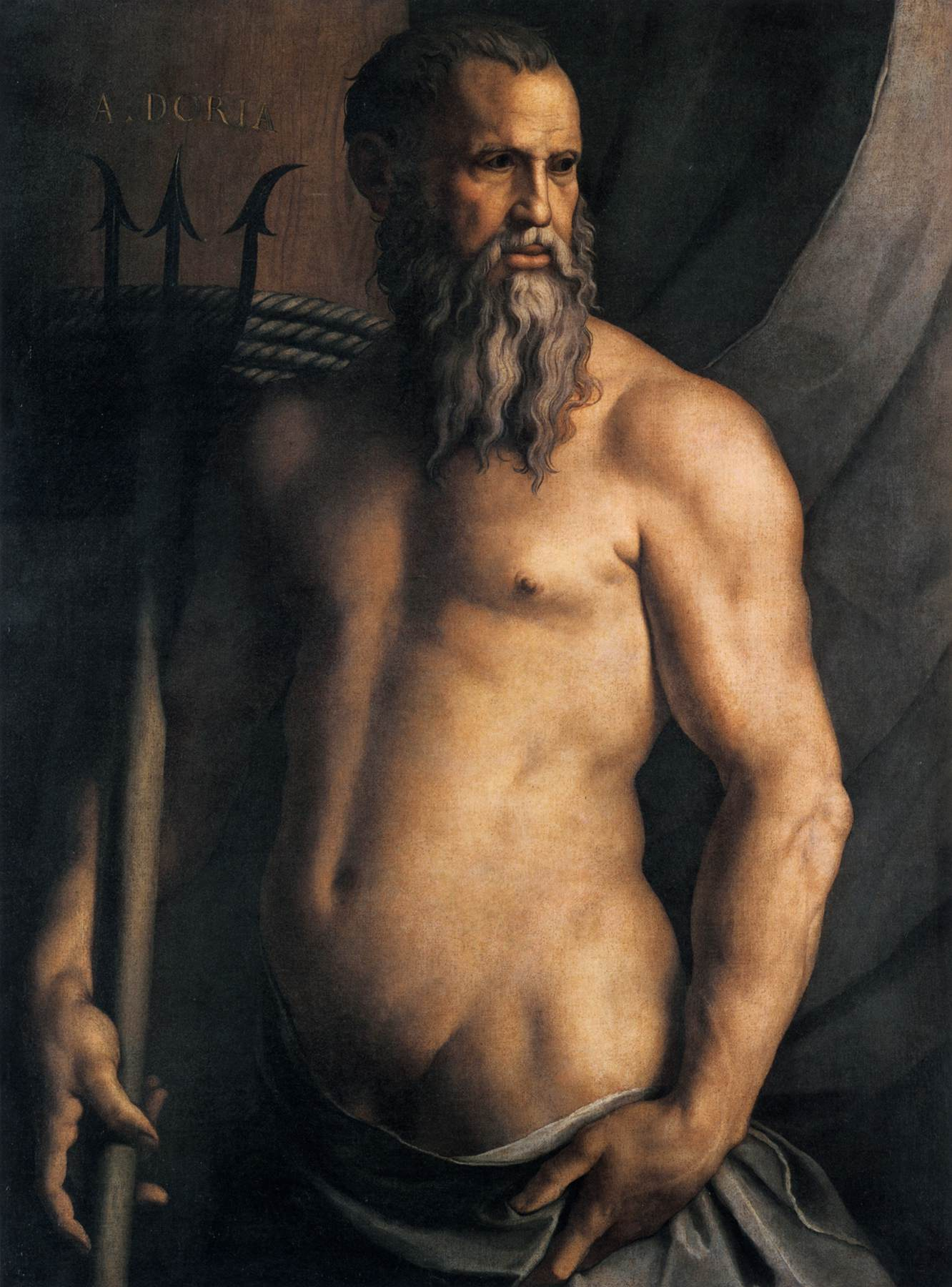
Porträtt av Andrea Doria som Neptunus, cirka 1540, Breragalleriet.
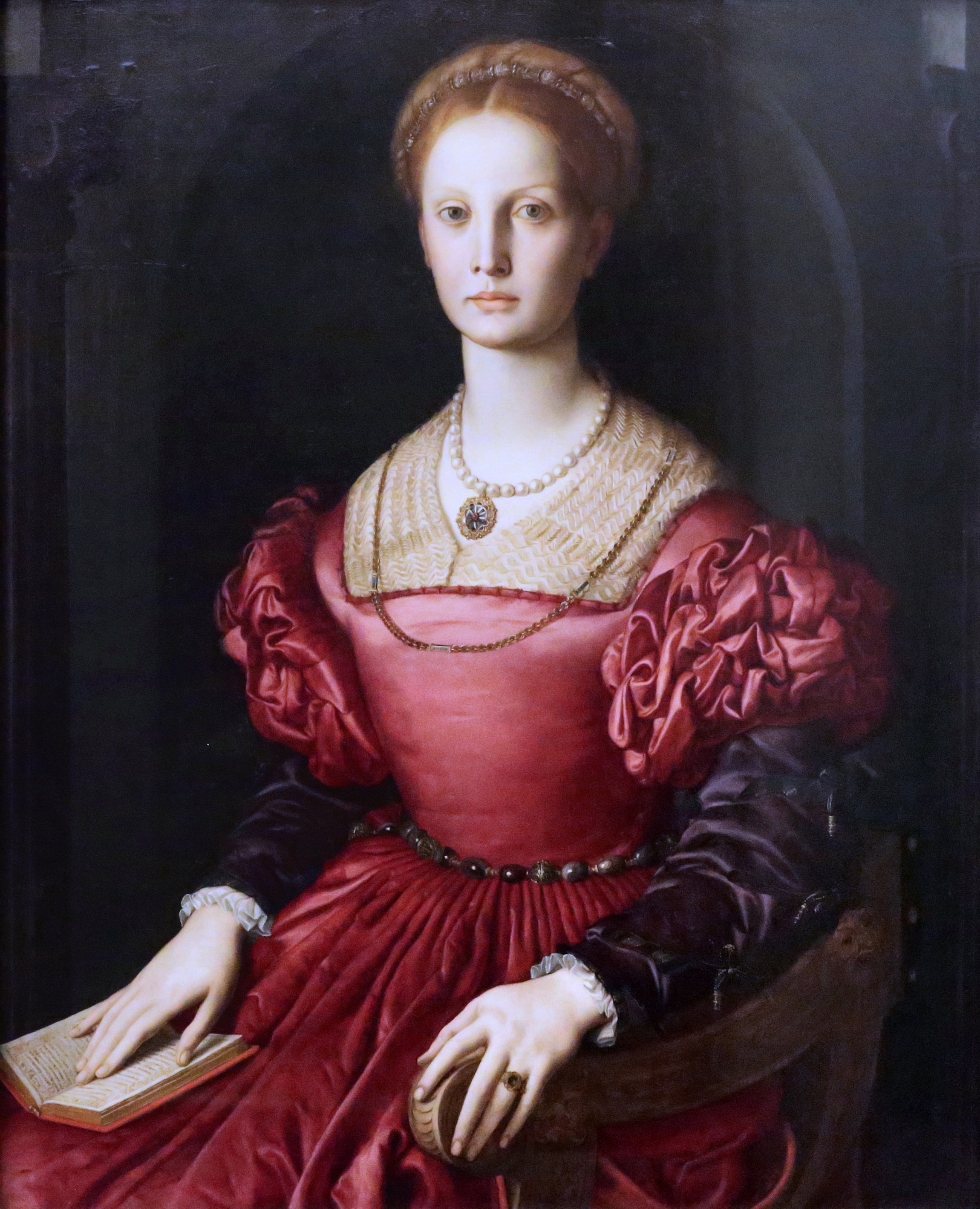
Porträtt av Lucrezia Panciatichi, cirka 1540, Uffizierna.
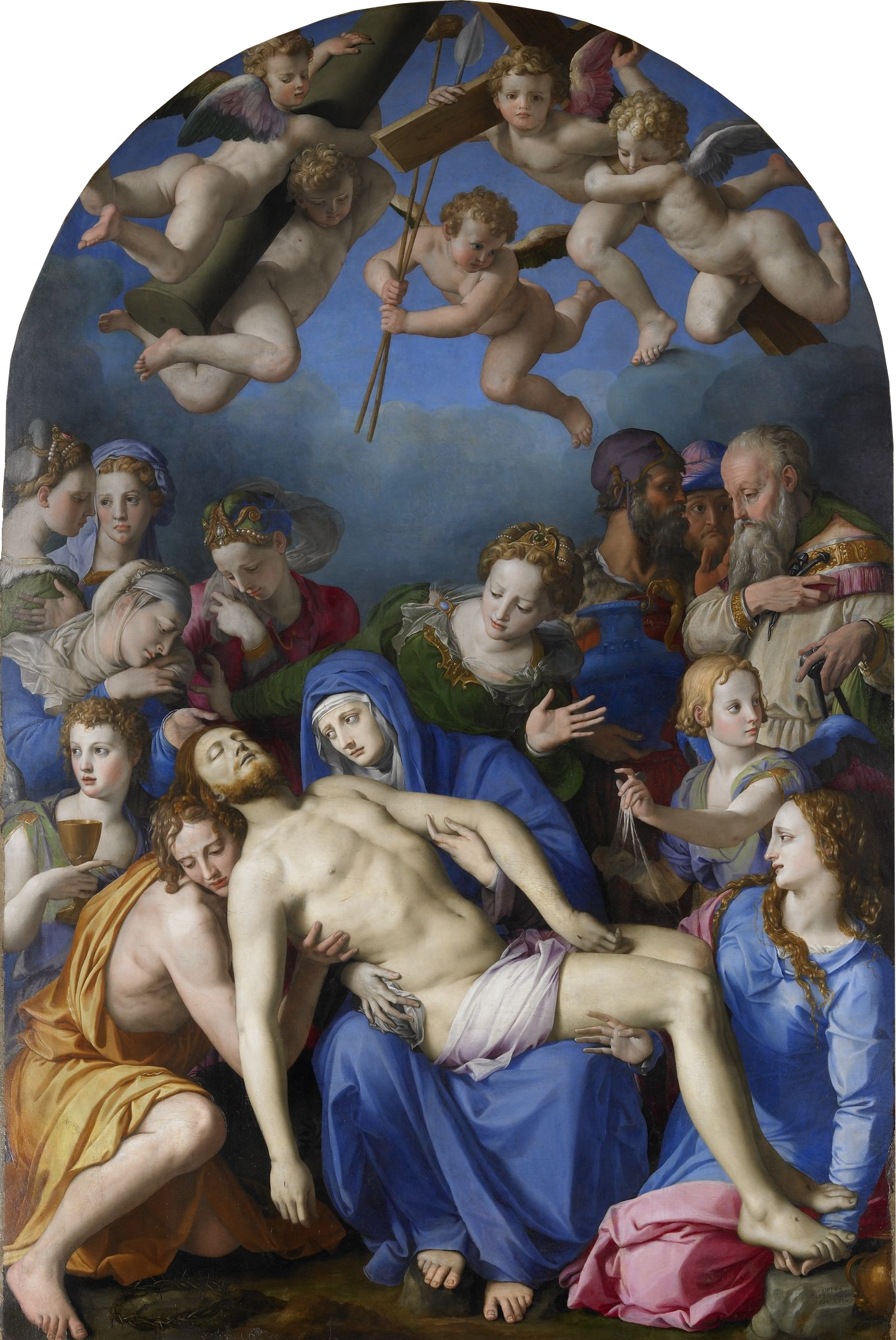
Kristi begråtande, cirka 1543–1545, Musée des Beaux-Arts et d'Archéologie de Besançon.
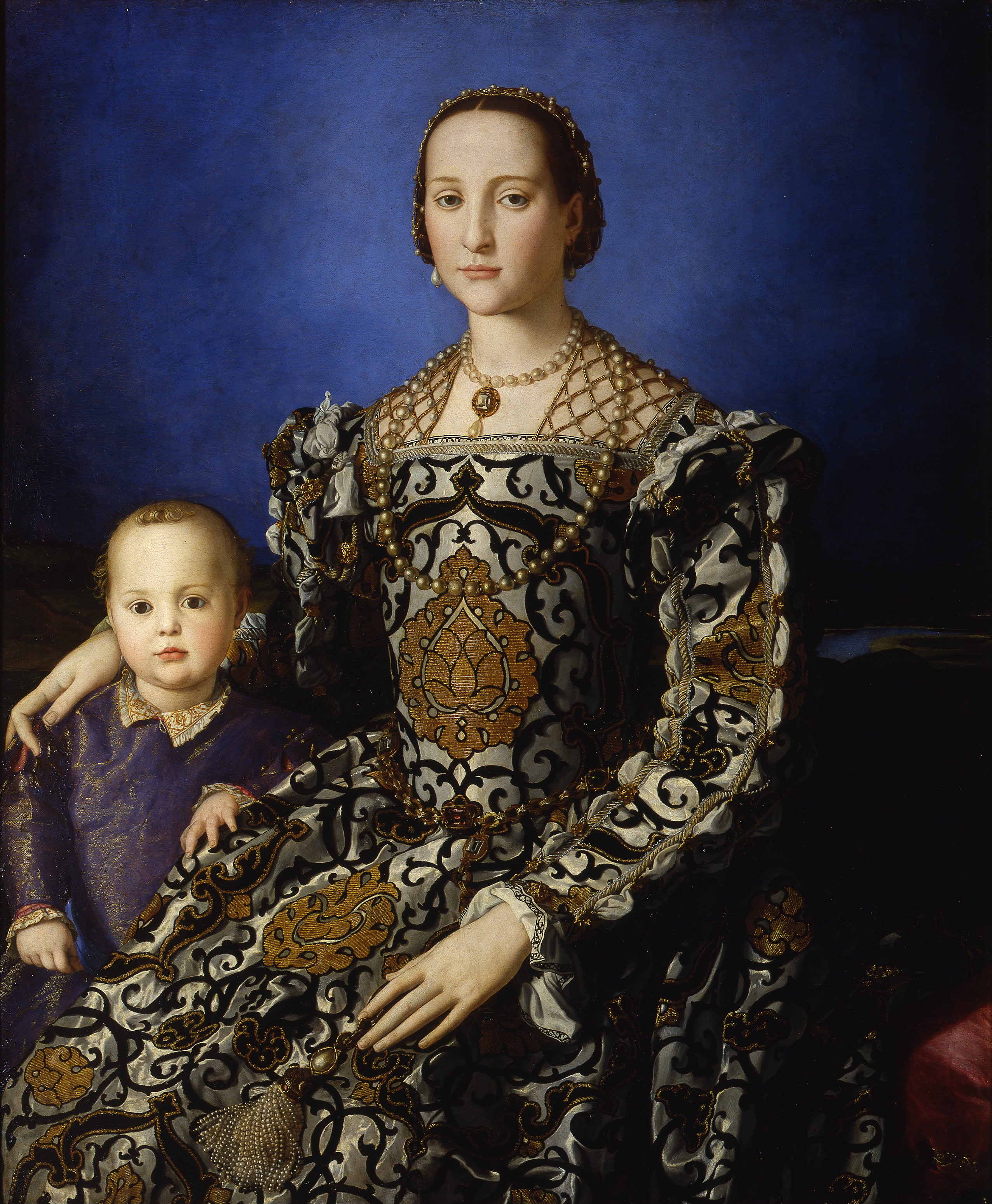
Porträtt av Eleonora av Toledo och hennes son Giovanni de' Medici, cirka 1544–1545, Uffizierna.
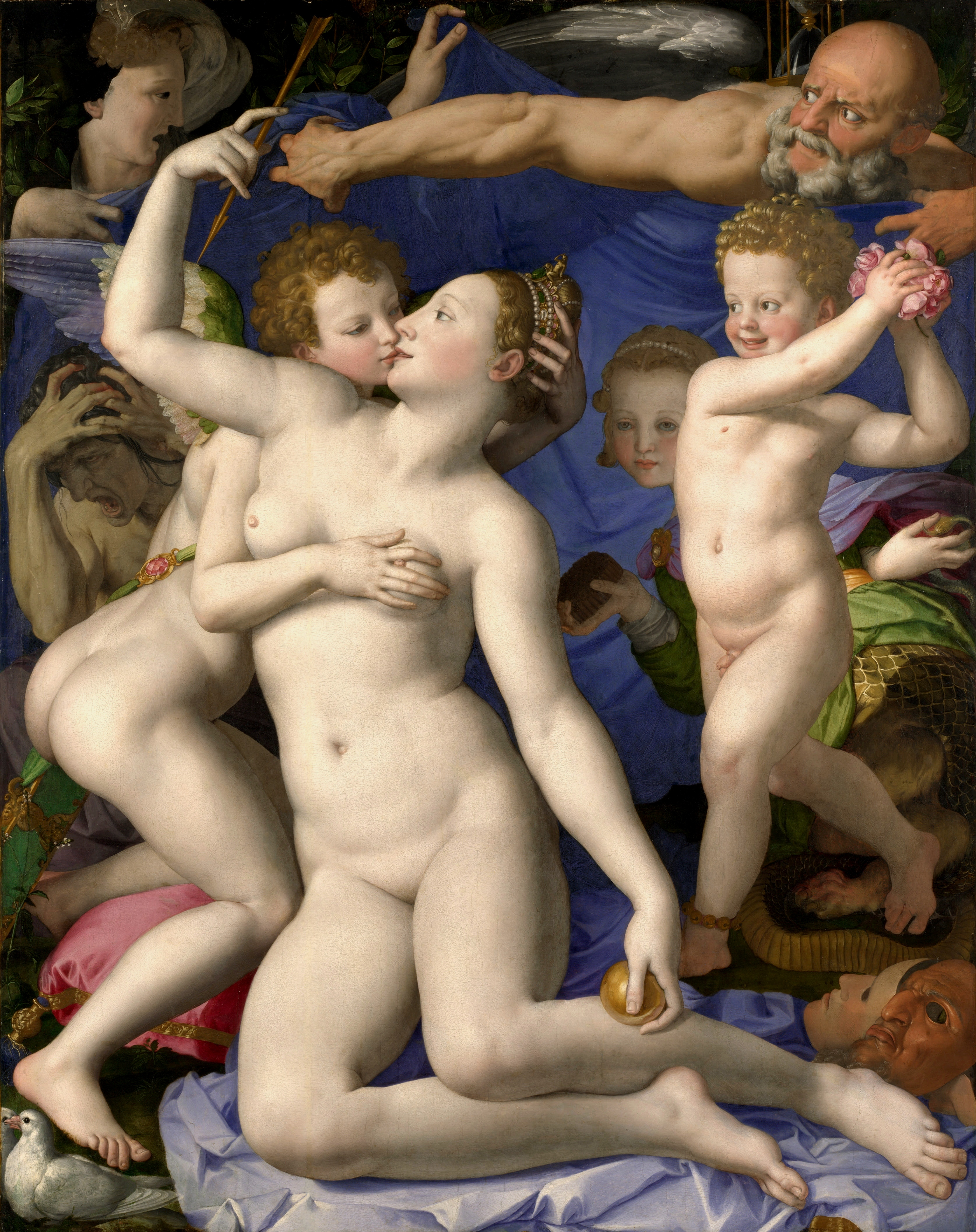
En allegori över Venus och Amor, cirka 1545, National Gallery.
Isabella de' Medici, cirka 1552–1553, Nationalmuseum.